# سیارک ۲۳۹۴
سیارک ۲۳۹۴ (به انگلیسی: 2394 Nadeev، نامگذاری:1973SZ2) دو هزار و سیصد و نود و چهارمین سیارک کشف شده‌است که در ۲۲ سپتامبر ۱۹۷۳ کشف شد.
قدر مطلق سیارک برابر ۱۱٫۶۰ است.